# Индаур (княжество)
Индаур или Индор — туземное княжество Британской Индии, существовавшее в XVIII—XX веках. Управлялось махараджами из маратхского рода Холкар.

## История
После того, как маратхи вторглись в Декан, в 1724 году пешва назначил троих человек для сбора в Мальве налога — «маратхской четвертины». Одним из этих троих был уже хорошо зарекомендовавший себя на службе у пешвы Малхар Рао Холкар. В 1726 году Малхар Рао Холкар получил под командование 5000 всадников, а в 1728 году ему был дарован джагир из 11 махалл. В 1731 году ему были дарованы два региона в Мальве, а в 1734 году его владения были объявлены наследственными — в них вошли Махешвар, Индаур и ещё 9 деревень. Резиденцией Малхара стал Махешвар. Он продолжил службу у пешвы, и стал одним из строителей власти маратхов над Индией. За свою службу он в 1743 году получил ещё города Рампура, Бханпура и Тонк.
Кханде — сын Малхара — был убит в 1754 году. Когда Малхар умер в 1766 году, его владения унаследовала единственный сын Кханде — Мале, который тоже умер год спустя, и за управление владениями пришлось взяться вдове Кханде — Ахильябай Холкар. Она была поддержана армией Холкаров, и пешва в 1767 году утвердил её в качестве правителя наследственных владений рода Холкар, однако военные дела пришлось доверить субадару Тукоджи Рао Холкару (приёмному сыну Малхара). Ахильябай сосредоточилась на гражданских делах, при ней активно велось строительство (в частности, именно при ней Индаур развился из деревушки в город). После её смерти в 1795 году Тукоджи стал править единолично, однако умер в 1797 году объявив перед смертью наследником младшего сына Каши. Другой сын, Малхар II, попытался оспорить это решение, и обратился за помощью к главе регентского совета при малолетнем пешве Нана Фаднавису. Каши обратился за помощью к другому мощному маратхскому клану — Шинде — и князь Гвалиора Даулат Шинде, 24 сентября 1797 года убил Малхара II, а его беременную жену заточил в темницу. В неволе та родила Кханде Рао Холкара II — посмертного сына Малхара Рао Холкара II.
Однако, помимо двух законных, у Тукоджи были и незаконные сыновья, которые симпатизировали Малхару II. Один из них — Яшвант Рао Холкар — попытался найти убежище у рода Бхонсле в Нагпуре, но Даулат Рао Шинде вынудил Рагходжи II Бхонсле арестовать Яшванта, что и произошло 20 февраля 1798 года. Тем не менее через месяц ему удалось бежать, и, собрав мощную армию, он в конце 1798 года взял Махешвар, а в начале 1799 года короновался.
Между Холкарами и Шинде началась борьба за контроль над пешвой. Яшвант вышел победителем, но пешва Баджи-рао II, отчаявшись сохранить независимость, бежал из Пуны через горы к побережью, обратившись за помощью к британцам. В 1802 году он подписал с британцами Бассейнский договор, по условиям которого в обмен на военную помощь отдал в руки Ост-Индской Компании всю внешнюю политику маратхского государства, а также пошёл на территориальные уступки. Князья Гвалиора и Индаура не признали этого договора, что привело к второй англо-маратхской войне. По итогам войны Яшванту пришлось отказаться от ряда владений в Раджпутане, однако самовольные действия Артура Уэлсли вызвали недовольство в Лондоне, он был с позором отозван из Индии, а Яшванту вернули его земли. Вскоре после этого Яшвант сумел отравить Кханде II, а затем избавиться от Каши, и стал единоличным главой клана Холкар.
В 1811 году Яшвант скончался, и княжество унаследовал Малхар III, которому было всего четыре года. Когда в 1817 году началась третья англо-маратхская война, то Амир-хан, которого Яшвант Рао Холкар сделал наместником владений в Раджпутане, поддержал англичан в обмен на то, что те признают его независимым правителем. В ходе войны войска Холкаров были полностью разгромлены британцами, и династия была вынуждена 6 января 1818 года подписать в Мандесваре договор, в соответствии с которым все внешние сношения княжество могло осуществлять только через британцев, и в княжество назначался британский резидент; местопребыванием как князя, так и резидента был назначен город Индаур. Холкарам пришлось признать Амир-хана властелином независимого княжества Тонк, созданного из бывших холкарских земель в Раджпутане, плюс часть земель британцы конфисковали в свою пользу.
После смерти Малхара III в 1833 году на престоле Индаура сменяли друг друга слабые правители, пока в 1844 году не утвердился Тукоджи Рао Холкар II. Во время восстания сипаев он остался верным британцам, что привело к повышению статуса княжества: британцы заплатили ему компенсации за необходимость держать войска для поддержания порядка, а также за территории, отторгнутые по итогам третьей англо-маратхской войны. Чтобы сделать княжество более компактным, в 1861—1868 годах был произведён ряд обменов территориями.
В 1902 году махараджа Шиваджи Рао Холкар отказался от отдельной валюты, и денежной единицей княжества стала рупия Британской Индии.
В 1947 году последний махараджа — Яшвант Рао II — подписал договор о вхождении княжества в состав Индийского Союза. В 1948 году земли княжества вошли в состав новообразованного штата Мадхья-Бхарат.

## Список правителей
- 1734 — 20 мая 1766: Малхар Рао Холкар I (16 марта 1693 — 20 мая 1766)
- 20 мая 1766 — 5 апреля 1767: Мале Рао Холкар (1745 — 5 апреля 1767), внук предыдущего, единственный сын Кханде Рао Холкара (1723—1754)
- 1 декабря 1767 — 13 августа 1795: Ахилия Бай (правительница и регент) (31 мая 1725 — 13 августа 1795), дочь Манкоджи Шинде и жена Кханде Рао Холкара
- 1795 — 15 августа 1797: Тукоджи Рао Холкар I (26 июня 1723 — 15 августа 1797), приемный сын Малхара Рао Холкара, второй сын Шриманта Тануджи Холкара, племянника Малхара Рао Холкара.
- 15 августа 1797 — 22 февраля 1799: Каши Рао Холкар (до 1767 — 22 февраля 1808), старший сын предыдущего
- 22 февраля 1799 — 28 октября 1811: Яшвант Рао Холкар I (3 декабря 1776 — 28 октября 1811), младший брат предыдущего
- 28 октября 1811 — 27 октября 1833: Малхар Рао Холкар III (1806 — 27 октября 1833), сын предыдущего
- 1833—1834: Мартанд Рао Холкар (1830 — 2 июня 1849), сын Бапу Сахиба Холкара. Усыновлен матерью и вдовой Малхара III Рао Холкара
- 1834 — 23 октября 1843: Хари Рао Холкар (1795 — 23 октября 1843), сын Витходжи Рао Холкара (1776—1801) и внук 4-го махараджи Индаура
- 13 ноября 1843 — 17 марта 1844: Кханде Рао Холкар II (1828 — 17 марта 1844), сын Бапуджи Рао Холкара, усыновлен своим двоюродным братом Хари Рао Холкаром
- 23 июня 1844 — 17 июня 1886: Тукоджи Рао Холкар II (3 мая 1835 — 17 июня 1886), сын Сантоджи Рао Холкара из побочной линии клана Холкар
- 17 июня 1886 — 31 января 1903: Шиваджи Рао Холкар (11 ноября 1859 — 13 октября 1908), сын предыдущего
- 31 января 1903 — 26 февраля 1926: Тукоджи Рао Холкар III (26 ноября 1890 — 21 мая 1978), сын предыдущего
- 26 февраля 1925 — 28 мая 1948: Яшвант Рао Холкар II (6 сентября 1908 — 5 декабря 1961), единственный сын предыдущего

### Титулярные махараджи
- 28 мая 1948 — 5 декабря 1961: Яшвант Рао Холкар II (6 сентября 1908 — 5 декабря 1961), единственный сын Тукоджи III
- 5 декабря 1961 — настоящее время: Уша Деви Холкар (род. 20 октября 1933), единственная дочь предыдщего.